# Резолюция 126 на Съвета за сигурност на ООН
Резолюция 126 на Съвета за сигурност на ООН е приета на 2 декември 1957 г. по повод индо-пакистанския спор за областта Кашмир.
Като взема предвид доклада на представителя на Швеция в Съвета Гунар Яринг за резултатите от мисията, поставена му с Резолюция 123, Съветът изразява безпокойството си от липсата на напредък към успешното разрешаване на спора и призовава правителствата на Индия и Пакистан да се въздържат от всякакви изявления и действия, които биха утежнили допълнително ситуацията. Съветът инструктира представителя на ООН за Индия и Пакистан да отправи съответните предложения към страните в конфликта за предприемане на по-нататъшни действия, които биха допринесли за изпълнението на приетите от Комисията на ООН за Индия и Пакистан резолюции за мирно разрешаване на конфликта. За целта на представителя на ООН се разрешава да посети субконтинента и да докладва на Съвета.
Резолюция 126 е приета с мнозинство от десет гласа „за“ и един „въздържал се“ от страна на Съветския съюз.